# 持宝院 (江東区)
持宝院（じほういん）は、東京都江東区にある真言宗智山派の寺院。

## 概要
1626年（寛永3年）、尭存法印によって開山された。本尊の薬師如来と不動明王は弘法大師空海作といわれており、これらの寺宝を持つ寺ということで「持宝院」と名づけられた。
境内には、弘法大師の標注が三本残されている。江戸時代は「厄除け弘法大師」として知られていた

## 墓所
- 蓮入（僧侶）

衆生救済のため、1691年（元禄4年）に入定した。
他に大正6年の高潮災害や関東大震災の犠牲者の菩提を弔う供養碑がある

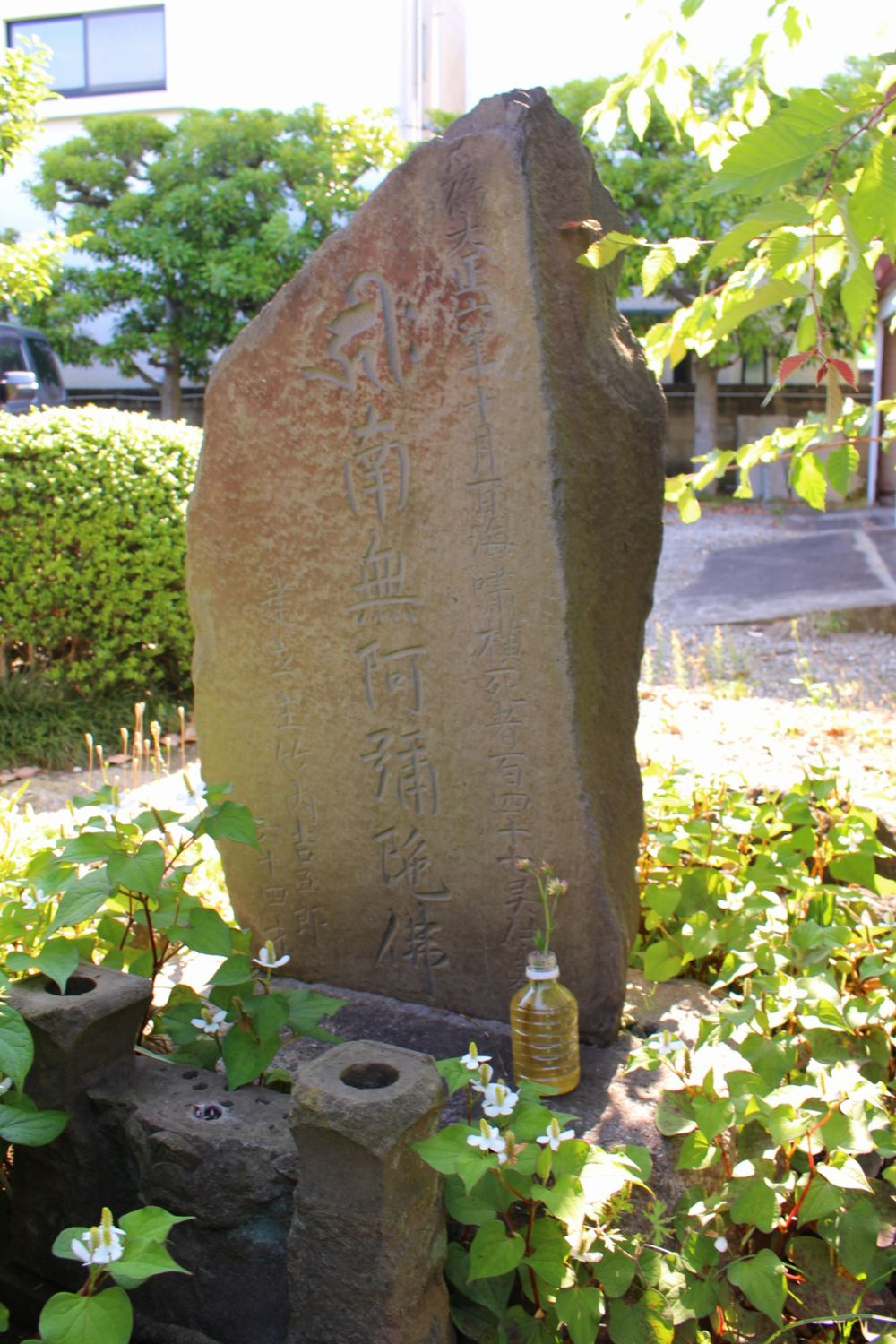
大正六年海嘯横死者供養塔(自然災害伝承碑)

## 交通アクセス
- 西大島駅または南砂町駅より徒歩18分。